# St Olaves
St Olaves – wieś w Anglii, w hrabstwie Norfolk, w dystrykcie Great Yarmouth. Leży 25 km na południowy wschód od Norwich i 166 km na północny wschód od Londynu.